# Boarmia illustris
Boarmia illustris là một loài bướm đêm trong họ Geometridae.